# Orde van de Nationale Held (Antigua en Barbuda)

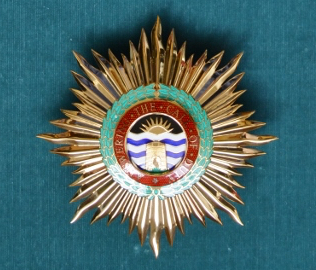
Orde van de Nationale Held

De Orde van de Nationale Held is een ridderorde van Antigua en Barbuda, een koninkrijk binnen het Gemenebest. Elizabeth II van het Verenigd Koninkrijk, Koningin van Antigua en Barbuda  is Souvereine van deze orde. De regering van de eilanden is verantwoordelijk voor het decoratiestelsel. De orde verving de Orde van het Britse Rijk.